# Schule an der Oslebshauser Heerstraße

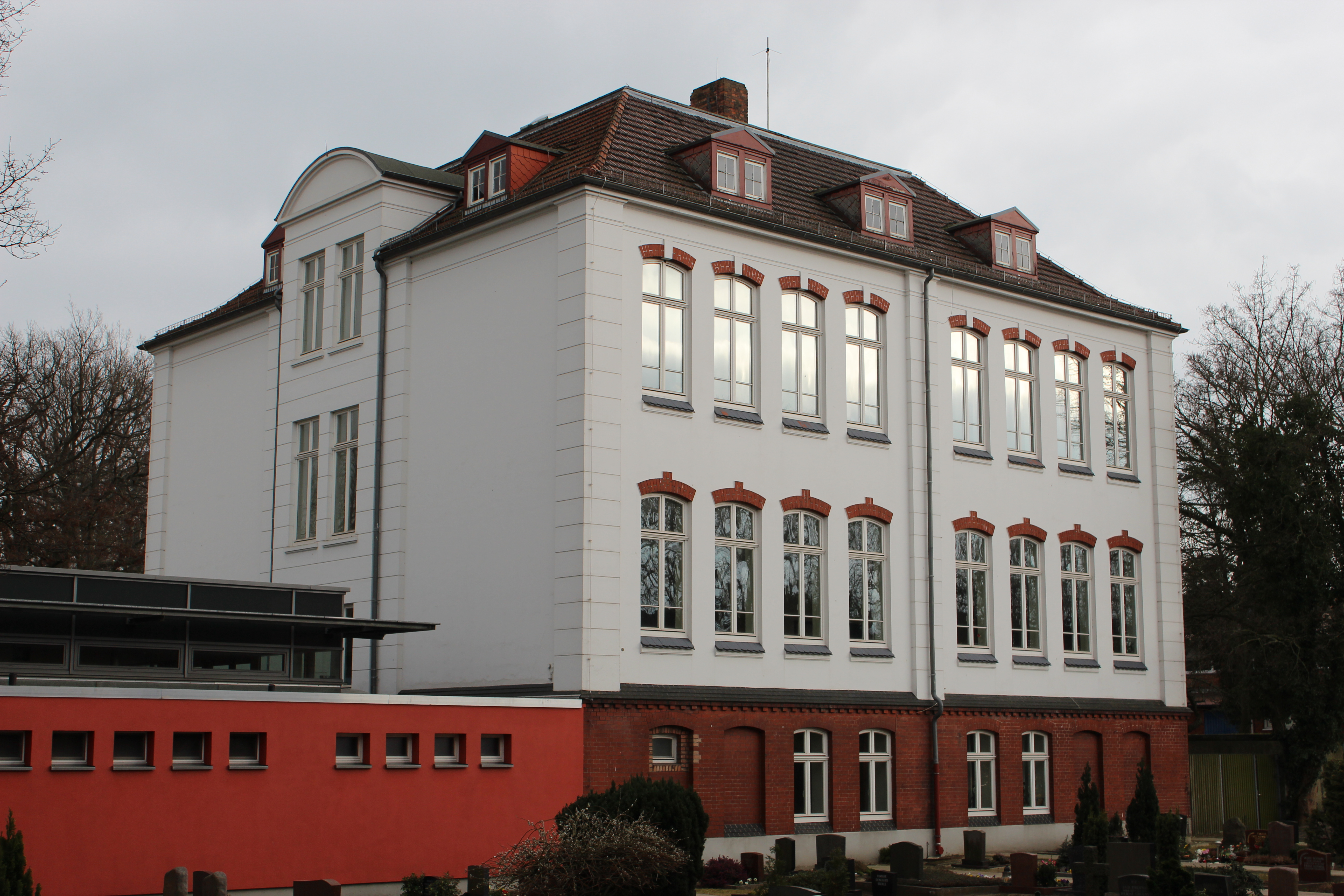
Schule an der Oslebshauser Heerstraße

Der Altbau der Schule an der Oslebshauser Heerstraße in Bremen, Stadtteil Gröpelingen, Ortsteil Oslebshausen, Oslebshauser Heerstraße 115, entstand 1907 nach Plänen von Baumeister Ludwig Beermann.
Das Gebäude steht seit 1984 unter Bremer Denkmalschutz.

## Geschichte
Im 19. Jahrhundert gab es am Standort eine Nebenschule der Kirchspielschule Gröpelingen, die dann eine selbständige Landschule wurde an der Oslebshauser Chaussee. 1885 hatte die Schule zwei Klassenräume mit 122 Schülern und 1886 dann vier Klassenräume.
Die verputzte, dreigeschossige, klassizistische Gemeindeschule Oslebshausen mit einem verklinkerten Sockelgeschoss und Walmdach wurde 1906/07 durch die Hochbauinspektion Bremen (später Hochbauamt Bremen) gebaut. Zwei Mittelrisalite prägen das Gebäude, das neben der Nikolaikirche Oslebshausen steht. Oslebshausen hatte damals 5335 Einwohner (1905).
1921 wurde die Landgemeinde Oslebshausen eingemeindet und die Landschule eine Volksschule der Stadt, welche später die Bezeichnung Schule an der Oslebshauser Heerstraße bekam.

Nach 1945 war sie eine Grund- und Hauptschule, später nur eine Grundschule. 1955 hatte der Ortsteil 13.351 Einwohner und es wurden Erweiterungsbauten für die Schule notwendig. Ein eingeschossiger Trakt und ein ein- und zweigeschossiger Klassentrakt mit sechs Klassenräumen wurden gebaut.
Die Schule an der Oslebshauser Heerstraße ist als dreizügige Grundschule heute (2017) eine Ganztagsschule. Es sind 250 Schüler sowie ca. 30 pädagogische Mitarbeiter an der Schule. Ein Schulverein unterstützt die Einrichtung.